# Sygeplejeskolen
Sygeplejeskolen er en dansk drama-serie fra 2018, som er skrevet af Claudia Boderke og Lars Mering og produceret af SF Studios for TV 2 Charlie. Serien havde premiere på TV 2 Charlie den 21. oktober 2018 og består indtil videre af seks sæsoner med 36 afsnit á 42 minutters varighed, med en syvende sæson bekræftet med premiere i 2025.
Serien er inspireret af tiden efter 2. verdenskrig, hvor Danmarks sygehuse led under en stor mangel på sygeplejersker, og Rigshospitalet derfor indledte et forsøg, hvor man tillod mandlige studerende ind på sygeplejerskeuddannelsen. Serien følger det fiktive Fredenslund Sygehus, der modtager sin første årgang bestående af både kvindelige og mandlige studerende, og serien følger hverdagen mellem de studerende og underviserne på sygehuset. Medvirkende i serien er bl.a. Molly Egelind, Jens Jørn Spottag, Benedikte Hansen, Anette Støvelbæk, Jesper Groth, Thue Ersted Rasmussen, Jon Lange og Ulla Vejby.
Serien er optaget på lokationer på Psykiatrisk Center Sct. Hans Hospital ved Roskilde.

## Handling
Serien foregår i 1950'ernes København. I en periode med stor mangel på sygeplejersker lader man på forsøgsbasis mænd blive optaget på uddannelsen. De mandlige sygeplejeskeelever er fanget mellem den ældre generetions fordomme om mandlige sygeplejeskeelever og deres egne ønsker om at yde det bedste for patienterne.

## Medvirkende
| Skuespiller               | Rolle                |
| ------------------------- | -------------------- |
| Morten Hee Andersen       | Erik Larsen          |
| Asta August               | Susanne Møller       |
| Molly Blixt Egelind       | Anna Rosenfeld       |
| Katrine Greis-Rosenthal   | Nina Neergaard       |
| Jesper Groth              | Bjørn Toft           |
| Benedikte Hansen          | Margrethe Lund       |
| Mikkel Hilgart            | Peter Rømer          |
| Thue Ersted Rasmussen     | Christian Friis      |
| Jens Jørn Spottag         | Bent Neergaard       |
| Anna Stokholm             | Lis Sommer           |
| Anette Støvelbæk          | Ruth Madsen          |
| Ulla Vejby                | Else Andersen        |
| Andrea Heick Gadeberg     | Marie Skov           |
| Kasper Dalsgaard          | Ole Vestergaard      |
| Hans Holtegaard           | Hr. Østergaard       |
| Helena Fagerlin Widenborg | Frk. Holm            |
| Nikolaj Dennis Larsen     | Hr. Nikolajsen       |
| Hector Emil Betzonich     | Karl                 |
| Nina Marie Birk           | Sygeplejerske        |
| Mikael Birkkjær           | Eriks far            |
| Rasmus Kjærsgaard         | Medlem af jazztrio   |
| Preben Kristensen         | Hospitalsinspektøren |
| Per Møllehøj Larsen       | Medlem af jazztrio   |
| Tomas Wisti Raae          | Medlem af jazztrio   |
| Kai Selliken              | Radiospeaker         |
| Jesper Lohmann            | Aage Ebbesen         |

## Seertal
Med ca. 500.000 seere tyder Sygeplejeskolens første sæson på at være én af TV2 Charlies mest sete serier.
Sæson 6 af Sygeplejeskolen havde ca. 830.000 seere.